# Црква Свете преподобне мати Параскеве у Смиљевићу
Црква Свете преподобне мати Параскеве у Смиљевићу, насељеном месту на територији града Врања, православни је храм који припада Епархији врањској Српске православне цркве.
Црква посвећена Светој преподобној мајци Параскеви подигли су мештани села, у периоду од 1870. до 1875. године, заузимањем јереја Стоиљка Поповића. Освештана је од стране Епископа нишког Виктора (Чолаковића), како стоји у натпису на улазу у цркву, датираном 15. августа 1878. године.
Иконостас са 42 иконе настао је 1875. године, а насликао га је Зафир Зограф. На престоним иконама Богородице и Христа стоји потпис мајстора и година.
Импровизовани звоник налази се са северне стране, а на њему је старо звоно, са натписом: 
Радионица Ђорђа Бота и синови му у Вршцу. У славу његовог Величанства Краља Милана Првог и његовог Преосвештенства епископа Нишког г. Виктора, звоно ово заузимањем пароха Смиљевачког Стоиљка Поповића поклања цркви преподобне Параскеве добровољним прилогом народ општине Смиљевачке и Дреновачке 1882.